# Deutsche Meisterschaft im Mannschaftsturnen der Bereiche
Die Deutsche Meisterschaft im Mannschaftsturnen der Bereiche war eine Deutsche Turnmeisterschaft und wurde erstmals im Jahr 1940 ausgetragen. Mit der zweiten Durchführung im Folgejahr wurde sie kriegsbedingt eingestellt.

## Meister
- 1940 – Gau Baden
- 1941 – Gau Baden